# درونیا گئوفیزیکوف
درونیا گئوفیزیکوف (انگلیسی: Derevnya Geofizikov) یک شهرک در شهرستان اوفیمسکی استان باشقیرستان کشور روسیه است.